# Tolson Memorial Museum
Pour les articles homonymes, voir Tolson.
Le Tolson Memorial Museum est un musée situé à Huddersfield, dans le Yorkshire de l'Ouest. Fondé en 1922, le musée est remarquable pour ses collections d’histoire naturelle. Le musée a été offert à la ville par Legh Tolson en mémoire de ses deux neveux tués pendant la Première Guerre mondiale. Seth Lister Mosley a été le premier conservateur de musée.  
Les collections importantes détenues par le musée comprennent celles du mycologue Henry Thomas Soppitt.

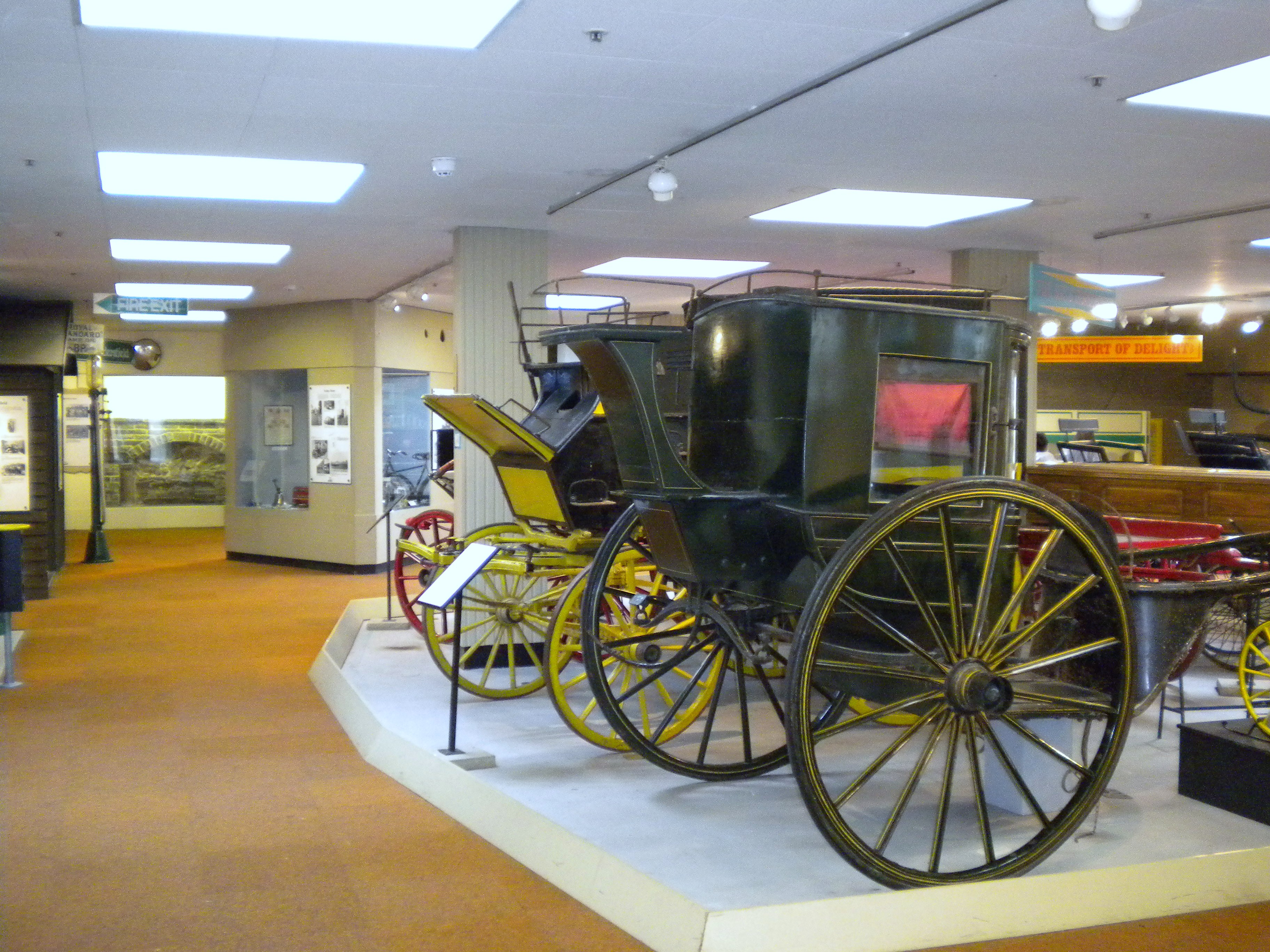
La galerie des transports.